# Hjalmar Wicander
Hjalmar Wicander, född 20 oktober 1860 i Byle i Östergötland, död 11 februari 1939, var äldste son till August Wicander, som grundade Wicanders korkimperium.

## Biografi
Hjalmar Wicander skötte stora delar av den internationella verksamheten med fabriker i bland annat Berlin, Libau och flera ryska städer, samt var företagets VD 1904–1919. Tillsammans med sin son Carl August Wicander ägnade han sig åt omfattande välgörenhetsverksamhet under vilken bland annat Harpsund testamenterades till staten och Villa Lusthusporten på Södra Djurgården i Stockholm testamenterades till stiftelsen Nordiska museet. Hjalmar Wicander gjorde betydande donationer till Nationalmuseum, bland annat flera hundra porträttminiatyrer, vilket väsentligen bidragit till att museet har en av världens främsta samlingar av miniatyrer. Även i sin födelsesocken Skedevi bekostade han byggandet av församlingshemmet och restaureringen av Skedevi kyrka, samt gav en donation om 20 000 kr för uppförandet av en ny vannaugn då Reijmyre glasbruk återuppstod i början av 1930-talet efter några år utan verksamhet.
Till Wicanders begravning i Skedevi kyrka 1939 avgick extratåg från Stockholm. Bland de närvarande märktes representanter från Konstakademin och Nationalmuseum. Bland minnestalarna vid jordfästningen märktes Anders de Wahl, justitierådet Edelstam, överintendent Axel Gauffin, regissör Knut Nyblom, professor Erik Lindberg, överste Ernst Ericsson och nämndeman Algot Rådenstein från Rejmyre. Kören Orphei Drängar från Uppsala sjöng och officiant var kyrkoherde B. Gunne.